# Preignac
 Preignac  es una población y comuna francesa, situada en la región de Aquitania, departamento de Gironda, en el distrito de Burdeos y cantón de Podensac.

## Demografía
| 2184 | 2227 | 2096 | 1958 | 1992 | 2026 | 2157 | 2174 | 2150 |
| Para los censos de 1962 a 1999 la población legal corresponde a la población sin duplicidades (Fuente: INSEE [Consultar]) |      |      |      |      |      |      |      |      |

## Monumentos
El monumento a los muertos de la guerra de 1914-1918 en Preignac es una obra de 1920 del escultor Edmond Chrètien.